# John Fowles
John Robert Fowles (* 31. März 1926 in Leigh-on-Sea bei London; † 5. November 2005 in Lyme Regis) war ein englischer Erzähler, Dichter und Essayist, der als einer der ersten postmodernen Autoren die Literatur des letzten Drittels des 20. Jahrhunderts maßgeblich beeinflusst hat.

## Biografie

### Die ersten vier Jahrzehnte
Fowles war der Sohn des Kaufmanns Robert Fowles und seiner Frau Gladys. Sein Vater hatte im Ersten Weltkrieg in Flandern gekämpft und war 1919 ein Jahr im besetzten Köln stationiert.
Im Anschluss an die ersten Schuljahre war John Fowles Internatsschüler in Bedford, nördlich von London. Er wurde bald Klassenbester, auch ein ausgezeichneter Sportler, Mitglied im Rugby-Team und Kapitän des Kricket-Teams der Schule. Von 1945 bis 1947 leistete er unweit des Dartmoors Militärdienst als Second Lieutenant der Royal Marines.
Von 1947 bis 1950 studierte Fowles am New College der Universität Oxford Französisch (ein Jahr lang auch Deutsch). Er verstand sich seitdem als Existenzialist im Sinne von Jean-Paul Sartre und Albert Camus. Seine erste Stelle als Dozent bekam er 1950 an der Universität Poitiers in Frankreich, wo er englische Literatur unterrichtete. Mit Freunden machte er 1951 eine Zeltreise durch Tirol, die deutsche Schweiz, Bayern und Baden-Württemberg. 1952 wurde er Englischlehrer in einem vom britischen Schulsystem geprägten Internat auf der griechischen Insel Spetses. Fowles lernte dort seine spätere Frau Elizabeth kennen, die er 1954 heiratete. Sie brachte ihre 10-jährige Tochter Anna mit in die Ehe. Von 1954 bis 1963 war Fowles Lehrer am St. Godric's College im vornehmen Londoner Stadtteil Hampstead, wo er Schülerinnen aus den verschiedensten, meist überseeischen Ländern in Englisch als Fremdsprache unterrichtete.

### Die Schaffensphase der 1960er und 1970er Jahre
1963 erschien Fowles‘ erster veröffentlichter Roman The Collector, deutsch Der Sammler. Der Roman seziert literarisch eine sich bis ins Pathologische steigernde Leidenschaft, ist aber weitgehend noch konventionell erzählt. Aufgrund des überraschenden Erfolgs des Buchs konnte Fowles den Lehrerberuf aufgeben und sich ausschließlich dem Schreiben widmen. Der Roman wurde schon zwei Jahre später von William Wyler verfilmt, deutscher Titel Der Fänger.
1965 kam Fowles' eigentlicher Erstlings-Roman heraus, The Magus / dt. Der Magus, der 1977 in einer endgültigen, beträchtlich erweiterten Fassung veröffentlicht wurde. Der Roman greift auf Fowles' Erfahrung als Internatslehrer auf der griechischen Insel Spetses (im Roman „Phraxos“) zurück. Die junge männliche Hauptperson Nicholas gerät in den Bannkreis eines alten und reichen griechischen Kosmopoliten, des „Magus“ Maurice Conchis, der mit zunächst undurchsichtigen Absichten und Methoden das Leben und die Liebesbeziehungen Nicholas' völlig durcheinander wirbelt. Der Roman wird mit seinen Mystifikationen und überraschenden Koinzidenzen häufig als wichtiger Vertreter eines literarischen Konstruktivismus zitiert. In den ersten zehn Jahren nach seinem Erscheinen wurden von ihm, wie von seinem Vorgänger, allein im englischen Original über eine Million Exemplare verkauft. Die Verfilmung von 1968 konnte dieser Komplexität des Buchs naturgemäß nicht gerecht werden.
1969 erschien der Roman The French Lieutenant's Woman / dt. Die Geliebte des französischen Leutnants, der als einer der exemplarischen postmodernen Romane gilt und Fowles' endgültigen Durchbruch bedeutete. In England und den USA ein Langzeit-Bestseller, erzielte er auch in Deutschland hohe Auflagen. Vor dem Hintergrund einer viktorianischen Liebesgeschichte setzt er sich mit der Kultur jener Zeit, insbesondere ihren Wissenschafts-, Sexualitäts- und Geschlechterbildern auseinander. Fowles brach mit den Konventionen realistischen Erzählens, indem beispielsweise der „Autor“ selber als Figur auf der Handlungsebene auftritt und der Roman in drei Varianten endet. Auch dieser Roman wurde verfilmt und war international äußerst erfolgreich.
1973 kam Fowles' einziger Gedichtband zu Lebzeiten heraus, Poems. Der erst nach seinem Tod erschienene Band Selected Poems (2012) enthält überwiegend bislang Unveröffentlichtes. Eine Besonderheit stellen dabei Fowles' Nachdichtungen von Lyrik der Antike, von Jean de La Fontaine sowie von alten chinesischen und japanischen Dichtern dar.
1974 wurde der Erzählungenband The Ebony Tower / dt. Der Ebenholzturm veröffentlicht. Die fünf Erzählungen ranken um Fowles' Übertragung einer Ritterromanze der ersten französischen Schriftstellerin Marie de France aus dem Alt-Französischen. Die Titelerzählung The Ebony Tower beschreibt dezent-kunstvoll die erotisch aufgeladene Begegnung von vier höchst unterschiedlichen Menschen, die alle professionell mit Malerei zu tun haben, in einem abgelegenen Anwesen in der Bretagne. Auch dieser Band befand sich lange auf den Bestsellerlisten diesseits und jenseits des Atlantiks. Die Titelerzählung wurde 1984 verfilmt.
1977 erschien Fowles’ komplexester Roman Daniel Martin (dt. dito). Die Titelfigur ist ein englischer Drehbuchautor, der sich zwecks Auftragsarbeit für einen Film nach Hollywood aufmacht, dessen System er genau beobachtet und teils mit beißender Ironie, teils mit vorausschauender allgemeiner Medienkritik beschreibt.
1979 kam Fowles’ Lang-Essay The Tree heraus, eine autobiographisch und philosophisch grundierte Betrachtung über Bäume, Wälder, die Natur ganz allgemein und über deren Einfluss auf Fowles' Schreibprozess. Der Essay hat im Zuge der wachsenden Bedeutung der Ökologie eine illustrierte englische Neuausgabe erlebt (2016). Auf Deutsch erschien das Buch unter dem Titel Der Baum erstmals 2022, zusammen mit zwei weiteren Essays des Autors aus früherer und späterer Zeit zum selben Themenkreis. 
Fowles’ letzte Romane waren Mantissa (dt. dito) von 1982 und A Maggott / dt. Die Grille von 1985.

### Die letzten Jahre
Bereits seit 1965 hatte Fowles mit seiner Frau in der Nähe des Badeorts Lyme Regis gelebt, und zwar auf dem ehemaligen Bauernhof „Underhill Farm“ unmittelbar an der Steilküste von Dorset (Jurassic Coast). Als 1968 nach einem Sturm ein Teil ihres Grundstücks abbrach, zogen sie in das denkmalgeschützte Haus „Belmont“ im Ort selber. Fowles lebte dort bis zu seinem Tod (2005). Seine Frau Elizabeth starb unerwartet bereits 1990, und 1998 hatte er Sarah Smith geheiratet. Sarah Fowles, Tochter von Fowles' langjähriger Nachbarin, war auch nach der Heirat noch viele Jahre erfolgreich für eine große Unternehmensberatungsfirma im In- und Ausland tätig.
Bis zu einem ersten Schlaganfall 1988 übte Fowles noch zehn Jahre lang die Funktion des (ehrenamtlichen) Kurators im Lyme Regis Museum aus. Seine Wertschätzung für die Menschen seiner Gegend, die dem Museum regionalhistorisch wertvolle Dokumente überließen, kommt in seinen alljährlichen Kuratorenberichten zum Ausdruck. Das Museum hat diese Berichte der im Jahr 2015 gegründeten Deutschen John-Fowles-Gesellschaft (DJFG) zur Verfügung gestellt.
In den 1990er Jahren war Fowles wiederholt Kandidat für den Literatur-Nobelpreis. Er war ständiges Ziel zahlreicher Literaturwissenschaftler aus aller Welt, die über seine Entwicklung vom konventionellen zum experimentelleren Erzählen, vom Konstruktivismus zur Dekonstruktion und von der Moderne zur Postmoderne arbeiteten. Die angelsächsische Sekundärliteratur zu Fowles ist folglich kaum zu überschauen, aber auch auf Deutsch gibt es bis weit in die 2010er Jahre einige Studien.
Zwei Jahre vor Fowles' Tod kam der erste Band seiner Tagebücher heraus: The Journals - Volume 1 (1949 - 1965). Ein Jahr vor seinem Tod erschien die Biografie John Fowles: A Life in Two Worlds der von ihm dazu autorisierten US-amerikanischen Autorin Eileen Warburton. Am 5. November 2005 starb Fowles in Lyme Regis 79-jährig an den Folgen seiner schweren Erkrankungen. Posthum folgte 2006 schließlich der zweite Band der Tagebücher: The Journals - Volume 2 (1965 - 1990).
Die The New York Times Book Review benannte Fowles 2008 als einen der 50 größten englischen Schriftsteller seit 1945. Für den deutschsprachigen Raum gründete sich 2015 die Deutsche John-Fowles-Gesellschaft (DJFG) mit dem erklärten Ziel, den Autor im Deutschen nicht in Vergessenheit geraten zu lassen, sondern sich auf verschiedenen Ebenen für Neuausgaben seiner wichtigsten Werke einzusetzen. Als erster Erfolg des diesbezüglichen Engagements der DJFG ist das Erscheinen des Fowles'schen Essaybands Der Baum im Jahr 2022 zu betrachten. 

## Werke
- 1963: The Collector; Roman; revidierte Ausgabe 1979; dt.: Der Sammler, 1964
- 1964: The Aristos – A Self-Portrait in Ideas; philosophischer Traktat in Anlehnung an Ludwig Wittgenstein; revidierte Ausgabe 1980
- 1965: The Magus; Roman; revidierte, letztgültige Ausgabe 1977; dt.: Der Magus, 1969/1980
- 1969: The French Lieutenant's Woman; Roman; dt.: Die Geliebte des französischen Leutnants, 1970
- 1973: Poems; Gedichte
- 1974: The Ebony Tower; Erzählungen; dt.: Der Ebenholzturm, 1975
- 1974: Shipwreck; Fotoband; dt.: Schiffbruch, 1976
- 1977: Daniel Martin; Roman; dt.: Daniel Martin, 1980
- 1978: Islands; Fotoband (Scilly-Inseln)
- 1979: The Tree; Essay über die Natur, die Kunst und das Schreiben; illustrierte Neuausgabe 2016; dt.: Der Baum, 2022
- 1980: The Enigma of Stonehenge; Fotoband
- 1982: Mantissa; Roman; dt.: Mantissa, 1984
- 1982: A short history of Lyme Regis
- 1983: Lyme Regis: Three Town Walks; revidierte Ausgabe 2003
- 1985: A Maggot; Roman; dt.: Die Grille, 1987
- 1985: Land; Fotoband (engl. Landschaften)
- 1990: Lyme Regis Camera; Bildband mit historischen Aufnahmen von Lyme Regis
- 1998: Wormholes – Essays and Occasional Writings
- 2003: The Journals – Volume 1; Tagebücher 1949 – 1965
- 2006: The Journals – Volume 2; Tagebücher 1965 – 1990
- 2012: Selected Poems mit zahlreichen bis dahin unveröffentlichten Gedichten

Übertragungen aus dem Französischen
- 1977: Claire de Duras, Ourika, Roman von 1824
- 1981: Molière, Don Juan, Schauspiel, für das National Theatre London
- 1983: Alfred de Musset, Lorenzaccio, Schauspiel, für das National Theatre London
- 1984: Pierre Marivaux, Le Jeu de l'Amour et du Hasard (The Lottery of Love / Das Spiel von Liebe und Zufall), Komödie, für eine Werkstattbühne
- 1985: Jean-Jacques Bernard, Martine, Schauspiel, für das National Theatre London

## Verfilmungen
- 1965: The Collector, Regie: William Wyler; dt.: Der Fänger
- 1968: The Magus mit Anthony Quinn, Michael Caine, Anna Karina, Candice Bergen; dt.: Teuflische Spiele
- 1974: The Last Chapter (nach einer unveröffentlichten Kurzgeschichte des Autors)
- 1980: The Enigma (nach der gleichnamigen Erzählung aus The Ebony Tower)
- 1981: The French Lieutenant's Woman, Regie: Karel Reisz; mit Meryl Streep, Jeremy Irons; dt.: Die Geliebte des französischen Leutnants
- 1984: The Ebony Tower mit Laurence Olivier, Greta Scacchi; dt.: Der Elfenbeinturm

## Hörspiele
- 2000: Der Sammler (zweiteilige SWR-Hörspielproduktion; Übernahme durch WDR 2012, NDR 2013)
- 2016: The Magus (dreiteilige BBC-Hörspielproduktion)